# Torneo de Umag 2012
El ATP Vegeta Croatia Open Umag 2012 es un torneo de tenis. Pertenece al ATP Tour 2012 en la categoría ATP World Tour 250. El torneo tendrá lugar en la ciudad de Umag, Croacia, desde el 9 de julio hasta el 15 de julio de 2012 sobre tierra batida.

## Cabezas de serie

### Masculino
| Preclasificado | Tenista                | Ranking |
| 1              | Fernando Verdasco      | 16      |
| 2              | Marin Čilić            | 18      |
| 3              | Alexandr Dolgopolov    | 21      |
| 4              | Marcel Granollers      | 23      |
| 5              | Carlos Berlocq         | 37      |
| 6              | Juan Carlos Ferrero    | 38      |
| 7              | Martin Klizan          | 62      |
| 8              | Edouard Roger-Vasselin | 67      |

- Los cabezas de serie, están basados en el ranking ATP del 25 de junio de 2012.

## Campeones

### Individual Masculino
Marin Čilić vence a  Marcel Granollers por 6-4, 6-2.

### Dobles Masculino
David Marrero /  Fernando Verdasco vencen a  Marcel Granollers /  Marc López por 6–3, 7–6(4).